# العلاقات الجزائرية الميانمارية
العلاقات الجزائرية الميانمارية هي العلاقات الثنائية التي تجمع بين الجزائر وميانمار.

## مقارنة بين البلدين
هذه مقارنة عامة ومرجعية للدولتين:
| وجه المقارنة                                              | الجزائر                      | ميانمار          |
| --------------------------------------------------------- | ---------------------------- | ---------------- |
| المساحة (كم2)                                             | 2.38 مليون                   | 676.58 ألف       |
| عدد السكان (نسمة)                                         | 46.9 مليون                   | 53.37 مليون      |
| الكثافة السكانية (ن./كم²)                                 | 16.31                        | 78.88            |
| العاصمة                                                   | الجزائر                      | نايبيداو، يانغون |
| اللغة الرسمية                                             | اللغة العربية، لغات أمازيغية | اللغة البورمية   |
| العملة                                                    | دينار جزائري                 | كيات ميانماري    |
| الناتج المحلي الإجمالي (بليون دولار)                      | 170.37 مليار                 | 69.32 مليار      |
| الناتج المحلي الإجمالي (تعادل القوة الشرائية) بليون دولار | 582.63 مليار                 | 282.95 مليار     |
| الناتج المحلي الإجمالي الاسمي للفرد دولار أمريكي          | 4.21 ألف                     | 1.16 ألف         |
| الناتج المحلي الإجمالي للفرد دولار أمريكي                 | 14.19 ألف                    |                  |
| مؤشر التنمية البشرية                                      | 0.745                        | 0.536            |
| رمز المكالمات الدولي                                      | +213                         | +95              |
| رمز الإنترنت                                              | .dz                          | .mm              |
| المنطقة الزمنية                                           | ت ع م+01:00                  | ت ع م+06:30      |

## منظمات دولية مشتركة
يشترك البلدان في عضوية مجموعة من المنظمات الدولية، منها:
| علم المنظمة | اسم المنظمة                        | تاريخ انضمام الجزائر | تاريخ انضمام ميانمار |
| ----------- | ---------------------------------- | -------------------- | -------------------- |
|             | مؤسسة التنمية الدولية              | 26 سبتمبر 1963       | 5 نوفمبر 1962        |
|             | المنظمة الهيدروغرافية الدولية      | ?                    | ?                    |
|             | مؤسسة التمويل الدولية              | 23 سبتمبر 1990       | 3 ديسمبر 1956        |
|             | منظمة حظر الأسلحة الكيميائية       | ?                    | ?                    |
|             | يونسكو                             | 15 أكتوبر 1962       | 27 يونيو 1949        |
|             | الأمم المتحدة                      | 8 أكتوبر 1962        | 19 أبريل 1948        |
|             | الاتحاد الدولي للاتصالات           | 3 مايو 1963          | 15 سبتمبر 1937       |
|             | منظمة الشرطة الجنائية الدولية      | ?                    | ?                    |
|             | البنك الدولي للإنشاء والتعمير      | 26 سبتمبر 1963       | 3 يناير 1952         |
|             | الاتحاد البريدي العالمي            | ?                    | ?                    |
|             | وكالة ضمان الاستثمار متعدد الأطراف | 4 يونيو 1996         | 16 ديسمبر 2013       |
|             | منظمة التجارة العالمية             | ?                    | ?                    |

## وصلات خارجية
- موقع وزارة الخارجية الجزائرية
- موقع وزارة الخارجية الميانمارية